# 尼翁非鯽
尼翁非鯽，為輻鰭魚綱鱸形目隆頭魚亞目慈鯛科的其中一種，分布於非洲Nyong河流域，體長可達21公分，棲息在底中層水域，生活習性不明，可作為食用魚。

## 擴展閱讀
維基物種上的相關：尼翁非鯽